# Bobby Rousseau
Pour les articles homonymes, voir Rousseau.
Joseph Jean-Paul Robert Rousseau, dit Bobby Rousseau, (né le 26 juillet 1940 à Montréal, dans la province de Québec, au Canada) est un joueur professionnel de hockey sur glace. Bobby est le frère des joueurs de hockey de la LNH, Rolland Rousseau et Guy Rousseau.

## Biographie
Bobby Rousseau a joué la majeure partie de sa carrière avec les Canadiens de Montréal, mais a aussi endossé l'uniforme des Rangers de New York et des North Stars du Minnesota. Bobby a gagné en 1962 le trophée Calder (trophée remis à la meilleure recrue) et a remporté la Coupe Stanley à quatre reprises. Il a aussi égalisé le nombre de buts dans une partie de Maurice Richard, soit cinq buts en une partie.

## Statistiques

### En club
| Saison     | Équipe                   | Ligue         |     | Saison régulière | Saison régulière | Saison régulière | Saison régulière | Saison régulière |    | Séries éliminatoires | Séries éliminatoires | Séries éliminatoires | Séries éliminatoires | Séries éliminatoires |
| Saison     | Équipe                   | Ligue         | PJ  | B                | A                | Pts              | Pun              | PJ               | B  | A                    | Pts                  | Pun                  |                      |                      |
| 1956-1957  | Hull-Ottawa Canadiens    | AHO           | 0   | 4                | 2                | 6                | 2                | -                | -  | -                    | -                    | -                    |                      |                      |
| 1957-1958  | Hull-Ottawa Canadiens    | AHOSr[Quoi ?] | 0   | 26               | 26               | 52               | 14               | -                | -  | -                    | -                    | -                    |                      |                      |
| 1958-1959  | Americans de Rochester   | LAH           | 2   | 0                | 0                | 0                | 0                | -                | -  | -                    | -                    | -                    |                      |                      |
| 1958-1959  | Hull-Ottawa Canadiens    | AHOSr         |     |                  |                  |                  |                  |                  |    |                      |                      |                      |                      |                      |
| 1959-1960  | Hull-Ottawa Canadiens    | EPHL          | 4   | 4                | 2                | 6                | 4                | -                | -  | -                    | -                    | -                    |                      |                      |
| 1960-1961  | Hull-Ottawa Canadiens    | EPHL          | 38  | 34               | 26               | 60               | 18               | 14               | 12 | 7                    | 19                   | 10                   |                      |                      |
| 1960-1961  | Canadiens de Montréal    | LNH           | 15  | 1                | 2                | 3                | 4                | -                | -  | -                    | -                    | -                    |                      |                      |
| 1961-1962  | Canadiens de Montréal    | LNH           | 70  | 21               | 24               | 45               | 26               | 6                | 0  | 2                    | 2                    | 0                    |                      |                      |
| 1962-1963  | Canadiens de Montréal    | LNH           | 62  | 19               | 18               | 37               | 15               | 5                | 0  | 1                    | 1                    | 2                    |                      |                      |
| 1963-1964  | Canadiens de Montréal    | LNH           | 70  | 25               | 31               | 56               | 32               | 7                | 1  | 1                    | 2                    | 2                    |                      |                      |
| 1964-1965  | Canadiens de Montréal    | LNH           | 66  | 12               | 35               | 47               | 26               | 13               | 5  | 8                    | 13                   | 24                   |                      |                      |
| 1965-1966  | Canadiens de Montréal    | LNH           | 70  | 30               | 48               | 78               | 20               | 10               | 4  | 4                    | 8                    | 6                    |                      |                      |
| 1966-1967  | Canadiens de Montréal    | LNH           | 68  | 19               | 44               | 63               | 58               | 10               | 1  | 7                    | 8                    | 4                    |                      |                      |
| 1967-1968  | Canadiens de Montréal    | LNH           | 74  | 19               | 46               | 65               | 47               | 13               | 2  | 4                    | 6                    | 8                    |                      |                      |
| 1968-1969  | Canadiens de Montréal    | LNH           | 76  | 30               | 40               | 70               | 59               | 14               | 3  | 2                    | 5                    | 8                    |                      |                      |
| 1969-1970  | Canadiens de Montréal    | LNH           | 72  | 24               | 34               | 58               | 30               | -                | -  | -                    | -                    | -                    |                      |                      |
| 1970-1971  | North Stars du Minnesota | LNH           | 63  | 4                | 20               | 24               | 12               | 12               | 2  | 6                    | 8                    | 0                    |                      |                      |
| 1971-1972  | Rangers de New York      | LNH           | 78  | 21               | 36               | 57               | 12               | 16               | 6  | 11                   | 17                   | 7                    |                      |                      |
| 1972-1973  | Rangers de New York      | LNH           | 78  | 8                | 37               | 45               | 14               | 10               | 2  | 3                    | 5                    | 4                    |                      |                      |
| 1973-1974  | Rangers de New York      | LNH           | 72  | 10               | 41               | 51               | 4                | 12               | 1  | 8                    | 9                    | 4                    |                      |                      |
| 1974-1975  | Rangers de New York      | LNH           | 8   | 2                | 2                | 4                | 0                | -                | -  | -                    | -                    | -                    |                      |                      |
| Totaux LNH | Totaux LNH               | Totaux LNH    | 942 | 245              | 458              | 703              | 359              | 128              | 27 | 57                   | 84                   | 69                   |                      |                      |